# Franco Mulas

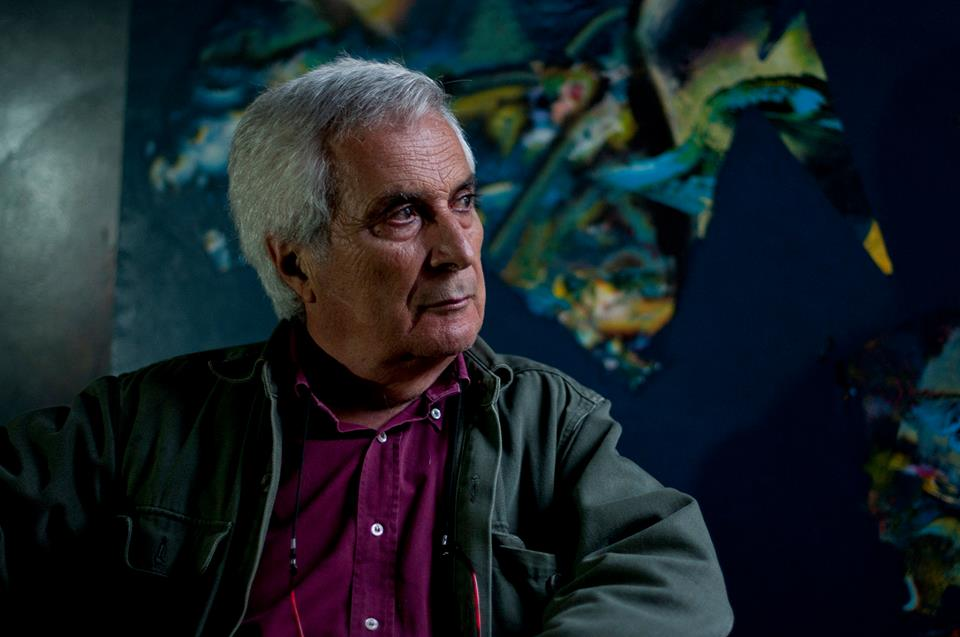
Franco Mulas

Franco Mulas (Roma, 30 agosto 1938 – Roma, 3 marzo 2023) è stato un pittore italiano.

## Biografia
Franco Mulas è nato a Roma nel 1938. Studia pittura all'Accademia di Francia a Roma e alla Scuola d'Arte Ornamentale del Comune di Roma.
La sua prima mostra personale risale al 1967 a Bari alla Galleria "Il Sagittario", presentata da Renzo Vespignani: le opere di questo primo periodo sono immagini disincantate della vita quotidiana degli italiani colta attraverso la ritualità alienante della autostrade domenicali e dei week-end. Sin dagli esordi, l'attenzione verso la realtà sociale, la pratica della pittura ad olio su tavola, il ruolo fondamentale riconosciuto al colore si individuano come scelte costanti all'interno della sua produzione artistica.
Pur entrando nella tendenza della figurazione oggettiva, Mulas possiede un linguaggio inconfondibile: è affascinato dalla metamorfosi e dalla qualità enigmatica del colore.
"Fra i giovani pittori italiani Mulas è il più inconcepibile in bianco e nero. E questa osservazione tanto più vale a mio avviso quanto più egli ha il coraggio di non temere il confronto, l'ausilio o addirittura l'uso della fotografia nella costruzione di ciò che, soltanto apparentemente, sembra ritagliato con uno obiettivo dal caos della realtà e che a ben vedere, invece, è interamente frutto d'una energica, quanto appassionata fantasticheria" (Antonello Trombadori, dal catalogo della mostra personale alla Galleria "La Sfera", Modena, 1968).
La sua ottica di pittore sembra avere una distaccata obiettività. Ma si tratta di una finta impassibilità, per non perdere un cenno, un attimo, un dettaglio.
Così negli anni successivi, con il ciclo "Occidente", sul maggio '68, (esposti alla Galleria "La Nuova Pesa" di Roma, nel novembre 1969, con testi di D. Micacchi, F. Solmi, G. Cortenova) egli guarda con occhi fissi, senza batter ciglio, lo spettacolo della brutalità e del coraggio, dell'ossessione moderna e della rivolta. Ma il travertino delle scalinate di Valle Giulia è pietra di antiche arene e i poliziotti sono anche guerrieri con elmo e scudo.
"Per potenza immaginativa e figurativa le pitture di Franco Mulas sono le più tipiche e poetiche viste a Roma quest'anno di quella nuova tendenzialità oggettiva, sociale e politica che oggi fa l'originalità, e forse l'avvenire, della ricerca plastica dei giovani artisti italiani in un momento di ricca circolazione europea di idee, di esperienze e di opere d'avanguardia" (Dario Micacchi, dicembre 1969).
"Sono quadri tesi come una pelle di tamburo, lucidi come una pellicola in technicolor, allucinanti come dentro una folgorazione al magnesio" (Mario De Micheli, dal catalogo della mostra personale alla Galleria "Bergamini", Milano, marzo 1970).
Nel 1972, alla Galleria "Forni" di Bologna, con presentazione di Franco Solmi, Mulas propone, con le sue "Pitture nere", i risultati di una riflessione sulla violenza che permea la società e che é allevata nel privato, nel quotidiano, a cui ci si addomestica come ad un gioco, nell'indifferenza generale. Con cinque opere di questa serie, Mulas è invitato alla X Quadriennale di Roma nel 1973.
Quadri del periodo 1967-1969 sono stati esposti alla IV Biennale di Bolzano del 1971; alla mostra Tra Rivolta e Rivoluzione, Bologna, novembre 1972; alla mostra Italienische Realisten 1945-1974, Berlino, ottobre 1974.
Nel 1974 Mulas espone a Roma alla Galleria "La Nuova Pesa" e poi nel 1975 a Firenze alla Galleria "Santacroce", con presentazione di Fortunato Bellonzi ed infine a Torino alla Galleria "Ricerche", con presentazione di Antonio Del Guercio, 25 quadri dal titolo: "Itinerari"; e qui la polemica pittorica con l'Iperrealismo e la Body Art, imperanti in quegli anni, è violentissima. "Il suo lavoro rifiuta coscientemente di considerare l'immagine d'arte 'un mero problema di forma'; ed è per tale via, sotto l'urgenza autentica delle cose da dire, che il modo di dirle diventa formalmente ineccepibile, recuperando, insieme con la pienezza del colloquio aperto a tutti, nei termini di un'eloquenza alta e severa, anche il sentimento della storia, della nostra tradizione". (Fortunato Bellonzi, dal catalogo della Galleria "Santa Croce", 1975).
Questa ricerca arriva nel 1978 all'opera "Autoritratto-Identikit", esposta nel gennaio 1980 alla Galleria "Il Ferro di Cavallo-Kunsthalle" di Roma, e poi alla Galleria Nazionale d'Arte Moderna di Roma. Si tratta di quattro autoritratti costruiti con i tasselli dell'Identikit. Ancora le immagini sono pietrificate, con in più, come nota Micacchi nella presentazione alla mostra, un monito riscontrabile nel giustapporsi dei tasselli: "basta un minimo spostamento che la persona non c'è più, risucchiata senza sguardo tra mille altre."
A sancire una svolta nella produzione di Mulas è la partecipazione alla XXXIX Biennale di Venezia del 1980, nella sezione Architettura con il GRAU, presentando la sequenza di 4 quadri, L'Albero rosso di Mondrian, 1979. La stessa serie è presentata alla mostra Prove di Autori, Pinacoteca Comunale, Ravenna gennaio-marzo 1980. Queste opere rappresentano una cerniera tra la figurazione critico esistenziale degli anni '70 e l'inizio di quella che poi sarà il ciclo Finzioni dove si approda ad una visione neo simbolista e visionaria della pittura. Quello che per Mondrian è rappresentazione lirica, poetica e cromatica dell'albero, per Mulas è una visione drammatica, sofferta, l'albero potrebbe essere un albero fossile o un residuo di un albero bruciato, di una foresta bruciata.
Nel catalogo della Biennale di Venezia, il GRAU spiega come per Mulas si tratta di una critica alle radici del Movimento Moderno - critica condotta anche dal gruppo di architetti - con un percorso a ritroso alla riconquista dello spazio pittorico (e non assoluto) e di una natura-storia.
L'interesse a una natura che diventa sognata, simbolica, è approfondito nelle opere, che costituiscono il nuovo ciclo "Finzioni" esposte a Roma, alla Galleria "Ca'd'Oro",  nel 1985. (La montagna d'acqua, La nave di pietra, L'isola, etc.).
Le sue opere sono il frutto di una paziente opera di 'costruzione' pittorica e luministica, dove le immagini emergono da luoghi lontani. Gli avvenimenti si fondono e vengono riportati alla luce tramite un fitto intrecciarsi di ramificazioni di memorie passate.
"Così a ripercorrere l'itinerario dell'artista, si scoprirebbe quanto poco realistico, e tanto meno iperrealistico, sia stato il suo lavoro; che sempre, ai personaggi reali (calati in un concreto e magari banalizzante flusso di cronaca e storia) egli ha sovrapposto un "fantasma ironico o crudele, o pietosamente stravolto: di carne e sangue, e tuttavia trascritto nel simbolo; e così interamente da non offrire certezza alcuna, ma piuttosto i segni di oscure ferite della ragione e dell'inconscio... entriamo dunque in questa misteriosa regione." (R. Vespignani, presentazione alla mostra Finzioni, alla Galleria "Ca'd'Oro", Roma novembre 1985).
Il risultato di questa nuova indagine viene esposto nello stesso anno alla Galleria Comunale "Paride Pascucci" di Grosseto (1985).
In questi anni Mulas viene invitato ad importanti rassegne tra le quali la Biennale di Milano nel 1984 e nel 1989; la Quadriennale di Roma nel 1986; la mostra Pittura Italiana dal dopoguerra ai nostri giorni, San Paolo e Rio de Janeiro nel 1989.
Nel 1989 gli viene conferito il "Premio Presidente della Repubblica" per la Pittura, dell'Accademia Nazionale di San Luca.
Con il vasto ciclo Big Burg, presentato a Roma, alla Mostra Antologica di Palazzo Braschi, Mulas porta a radicale evidenza dati mentali e culturali che variamente hanno segnato la sua vicenda artistica. Ma un dato caratterizza questa importante fase della sua ricerca: il colore. Un nuovo cromatismo entra nella tavolozza del pittore: "... la vicenda stessa del colore come elemento concretissimo e al tempo stesso emblematico dell'incalzante artificialità del mondo..." (Antonio Del Guercio, dalla presentazione al catalogo della mostra di Palazzo Braschi, novembre 1991).
Nel 1996 viene invitato dal critico Marco Goldin alla mostra Figure della Pittura. Arte in Italia 1956-1968, Palazzo Sarcinelli Conegliano.
Il critico Nicola Micieli ha curato nel 1998 un'importante mostra di Mulas al Palazzo dei Priori di Volterra, dal titolo Dipinti 1980-1998. Dal 1998 Mulas sta lavorando ad un nuovo ciclo: “Schegge”, esposto nel 2005 alla Galleria Forlenza di Teramo, e nel 2006 all’Ex-mà di Cagliari. Scrive Roberto Gramiccia nel testo critico in catalogo per la mostra di Cagliari: (...) Il suo ultimo ciclo, quello delle “Schegge”, è, forse, per potenza, originalità e spericolatezza il più  “giovanile” di una carriera ormai lunga e prestigiosa iniziata verso la fine degli anni ’60. Mulas ha l'ambizione con questo ciclo di rappresentare il dramma del paesaggio, sentendo in esso racchiudersi in senso metaforico l'estrema pericolosità e difficoltà del momento attuale nel mondo. Dipinge velocemente la frammentazione del mondo e della società. Per far questo usa dei colori che provengono dall'artificialità della modernità, del computer, della plastica, di tutto ciò che di artificioso noi immettiamo nella natura.  Con altri mezzi continua a dipingere i quadri di esordio.
"...Da giovane negli anni sessanta - Mulas - rivolge la sua attenzione in modo totalizzante alle rappresentazioni realistiche....del 'politico'....Poi lo scenario muta lentamente e Mulas... esce dallo spazio urbano....Sono... quadri che riempiono letteralmente la sua produzione del primo decennio del nuovo millennio: quadri gremiti di cascate di colore che continuamente suggeriscono l'idea dello scendere e del salire. È uno scendere e un salire di acque, una cascata o una pioggia che recano in sé sedimenti di simbolismo, metafora di gorghi cromatici evocanti altri tempi e altri spazi, tanto che fanno pensare a Klimt a Millais, a Previati a Segantini..." (scrisse più avanti Claudio Strinati nel catalogo della mostra Spaesaggi al Museo Carlo Bilotti nel 2013)
Nel settembre 2000 è nominato Accademico dell’Accademia Nazionale di San Luca.
Nel 2007 è invitato da Silvia Pegoraro alla rassegna "Visioni&Illusioni" al Castello Spagnolo dell'Aquila.
Nel 2011 è invitato alla 54ª Biennale di Venezia.
Nel 2013 il Museo Carlo Bilotti Aranciera di Villa Borghese gli dedica l'antologica "Franco Mulas. S-paesaggi. Opere del 1980 al 2013". La parola S-paesaggi racchiude l'idea del paesaggio, ma al contempo dello spaesamento attuale dell'uomo anche in rapporto alla natura. Sono quadri questi, come i precedenti del ciclo Schegge, che perdono una delle caratteristiche della pittura passata di Mulas che era la progettazione e l'esecuzione di un disegno che nasceva prima.
Caratteristica questa che si ritrova anche nelle successive opere dal titolo "Calendari", che rappresentano il risultato di una tecnica degli ultimi anni che contraddice in parte la sua tecnica passata, cioè del progetto, del quadro finito, della figurazione a volte anche estrema, lasciando libera la mano di muoversi, libera anche dal pensiero. I Calendari rappresentano il tempo che scorre, i giorni che passano segnati in rosso e che emergono da una materia indecifrabile, al cui interno si possono trovare scritte, segni, immagini di animali, di fiori etc.
A luglio 2017, nelle sale del Palazzo dei Capitani di Ascoli Piceno espone 80 opere in una esauriente Mostra antologica dal titolo "Defrag", curata da Lorenzo Canova e Stefano Papetti.
Un mese dopo Mulas presenterà l'opera che rappresenterà lo stendardo della Quintana di Ascoli Piceno per l'anno 2017.
Nel 2016 fu invitato alla mostra "Fragili Eroi" al Museo Carlo Bilotti di Roma.
Negli ultimi anni Mulas ha riscoperto il rapporto con il meridione e con la sua storia sociale e culturale, con mostre personali, nel 2018 l'antologica "La storia del Paesaggio", all’ARATRO, il Museo Laboratorio di arte contemporanea dell’Università del Molise e al Museo Internazionale della Grafica a Castronuovo Sant’Andrea, esposizione dedicata alla figura di Sant’Andrea Avellino; mentre si apprestava a presentare le sue nuove opere dedicate a grandi scrittori di impegno sociale e politico come Carlo Levi e Rocco Scotellaro.
Nel 2022 viene invitato a partecipare alla mostra "Una storia nell'Arte. I Marchini tra impegno e passione" all'Accademia Nazionale di San Luca.
Il suo percorso artistico ottiene numerosi riconoscimenti ufficiali tra cui il Premio Presidente della Repubblica per la Pittura (1988) su designazione dell’Accademia Nazionale di San Luca, di cui è stato membro dal 1999.
Muore a Roma il 3 marzo 2023.

## Opere in collezioni pubbliche
- Roma - Accademia Nazionale di San Luca
- Loreto - Palazzo Apostolico, Museo Pinacoteca
- Conegliano - Palazzo Sarcinelli
- Suzzara - Galleria Civica d'Arte Contemporanea
- Buti - Galleria Comunale d'Arte Moderna
- Gallarate - Galleria Civica d'Arte Moderna
- Giulianova - Museo dello Splendore
- Messina - Galleria Civica
- Pieve di Cento - Museo d'Arte delle Generazioni Italiane del '900 "G. Bargellini"
- Roma
  - Banca Nazionale del Lavoro
  - Palazzo I.N.P.D.A.P
  - Collezione Confederazione Generale Italiana del Lavoro
- Rende - Museo Bilotti
- San Felice sul Panaro - Galleria Civica Rocca Estense
- Sulmona - Galleria Civica d'Arte Moderna
- Torre de' Passeri - Pinacoteca Dantesca "Fortunato Bellonzi"
- Tolentino - Museo Storico
- MIG. Museo Internazionale della Grafica, Castronuovo Sant'Andrea (PZ)
- Museo della Vita e delle Opere di Sant'Andrea Avellino, Castronuovo Sant'Andrea (PZ

## Principali mostre personali
- 1968 - Copenaghen, Galleria "Santa Croce"
- 1969 - Roma, Galleria "La Nuova Pesa"
- 1970 - Milano, Galleria "Carbonesi"
- 1972 - Milano, Galleria "32"
- 1972 - Bologna, Galleria "Forni"
- 1973 - Busto Arsizio, Galleria "Bambaia"
- 1975 - Roma, Galleria "La Nuova Pesa"
- 1975 - Firenze, Galleria "Santa Croce"
- 1976 - Torino, Galleria "Ricerche"
- 1991 - Roma, Palazzo Braschi
- 1998 - Volterra, Palazzo dei Priori
- 2006 - Cagliari, Museo "Ex-Mà"
- 2013 - Roma, Museo Carlo Bilotti
- 2017 - Ascoli Piceno, Palazzo dei Capitani del Popolo

## Principali mostre collettive
- 1970 - Arezzo, Arte Contro
- 1971 - Firenze, Premio del Fiorino
- 1971 - Milano, XVII Biennale Nazionale d'Arte
- 1972 - Bologna, Mostra "Tra Rivolta e Rivoluzione"
- 1973 - Roma, X Quadriennale Nazionale d'Arte
- 1974 - Milano, XXVII Biennale Nazionale d'Arte
- 1974 - Berlino, Rassegna "Realisti italiani dal 1945 al 1974"
- 1977 - Torino, Galleria Civica "Arte in Italia 1960/1970"
- 1977 - Firenze, XIII Premio del Fiorino
- 1977 - Vienna, Varsavia, Lugano, Mostra "Pittura Italiana 1950/1970"
- 1980 - Venezia, Biennale, Sezione Architettura "La presenza del passato"
- 1981 - Roma, Galleria Nazionale d'Arte Moderna "Arte e Critica"
- 1984 - Milano, XXIX Biennale Palazzo della Permanente
- 1986 - Roma, XI Quadriennale Nazionale d'Arte
- 1986 - Sào Paolo, Rio De Janeiro, "Pittura italiana dal dopoguerra ai giorni nostri"
- 1992 - Milano, XVIII Triennale
- 2007 - L'Aquila, Castello Cinquecentesco, "Visioni Illusioni"
- 2009 - Roma, "Per una collezione del disegno contemporaneo"
- 2010 - Roma, "La collezione delle opere dei maestri accademici contemporanei"
- 2011 - Roma, 54ª Biennale di Venezia, Padiglione Lazio
- 2016 - Roma, Museo Carlo Bilotti, Mostra "Fragili Eroi"

## Illustrazioni
- Robinson Crosue, Editalia

## Riconoscimenti
- 1989 - Premio "Presidente della Repubblica" dell'Accademia Nazionale di San Luca, per la pittura
- 1970 - Medaglia d'oro, III Biennale Nazionale di Pittura "M. Pettenon"
- 1971 - Premio Campigna, Medaglia d'oro della Regione Emilia-Romagna
- 1978 - Medaglia d'oro, XVI Premio di pittura, Castello di Serravalle
- 1987 - Ginestra d'oro del Conero
- 1995 - XXXV Premio Suzzara
- 1997 - XXIII Premio Città di Roma, per la pittura
- 2001 - Premio Sulmona, 1º Premio
- 2002 - Viene nominato Accademico di San Luca
- 2006 - San Valentino d'oro